# C-33
La  C-33  és una autopista catalana, anteriorment de peatge, que enllaça Barcelona amb l'autopista AP-7 a l'altura de Montmeló.
Amb una longitud d'uns 14 km, connecta l'autopista AP-7, al nord-est de l'Àrea Metropolitana de Barcelona amb el Nus de la Trinitat. Aquesta autopista formava part del primer tram que es va construir de l'AP-7, que aleshores només connectava Barcelona amb la Jonquera. La concessionària de l'autopista era Invicat, del grup Abertis. Abans que se'n traspassés la titularitat a la Generalitat de Catalunya, portava la denominació A-17.

## Enllaços (sortides)
| Número de la sortida | Nom de la sortida                                                         | Carretera que hi enllaça |
| -------------------- | ------------------------------------------------------------------------- | ------------------------ |
| Autopista            | Barcelona / Nus de la Trinitat, inici d'autopista                         | B-10 B-20                |
| Restaurant · Benzina | Àrea de servei de Montcada                                                |                          |
| Peatge               | Peatge de la Llagosta                                                     |                          |
| 85                   | Mollet del Vallès / Santa Perpètua / Caldes de Montbui / Vic / CIM Vallès | C-59                     |
| 90                   | Parets / Vic / Puigcerdà                                                  | C-17                     |
| Final d'autopista    | Enllaç de Montmeló, final d'autopista                                     | AP-7 E-15                |